# Denis Sanders
Denis Sanders (21 de gener de 1929 - 10 de desembre de 1987) va ser un director, guionista i productor de cinema estatunidenc que va dirigir les actuacions de debut de Robert Redford i Tom Skerritt a la pel·lícula de 1962 War Hunt. Va guanyar dos Premis Oscar, el primer al Millor Curtmetratge el 1955 per A Time Out of War, que li havia servit com la seva tesi de màster a la UCLA i que va co-guionitzar amb el seu germà Terry Sanders; i el segon al Millor Curtmetratge Documental el 1970 prr Czechoslovakia 1968. El 1958 va tornar a formar equip amb Terry Sanders per adaptar la novel·la ambientada en la Segona Guerra Mundial de Norman Mailer Els nus i els morts.
Va néixer a la ciutat de Nova York i va morir d'un atac de cor a San Diego, on va ser professor i cineasta resident a la Universitat Estatal de San Diego. La seva filla, Victoria Sanders, és una agent literari i productora de cinema.

## Filmografia selecta
- A Time Out of War (1954) (amb Terry Sanders)
- The Naked and the Dead (1958, adaptació a la pantalla)
- Crime and Punishment U.S.A. (1959)
- War Hunt (1962)
- Shock Treatment (1964)
- One Man's Way (1964)
- Czechoslovakia 1968 (1969) (amb Robert M. Fresco)[5]
- Elvis: That's the Way It Is (1970)
- Trial – The City and County of Denver vs. Lauren S. Watson (1971)
- Soul to Soul (1971)[6]
- Invasion of the Bee Girls (1973)